# موسيقى زنجية
موسيقى زنجية ("Negermusik")   كان مصطلحًا تحقيريًّا استخدمه النازيون خلال الرايخ الثالث للدلالة على الأساليب الموسيقية والعروض من قبل الأمريكيين الأفارقة الذين كانوا من موسيقى الجاز والتأرجح. لقد رأوا هذه الأنماط الموسيقية على أنها أعمال رديئة  تنتمي إلى عرق أدنى وبالتالي فهي محظورة. المصطلح، في نفس الوقت، تم تطبيقه أيضًا على أنماط الموسيقى الأصلية للأفارقة السود.

## ألمانيا النازية

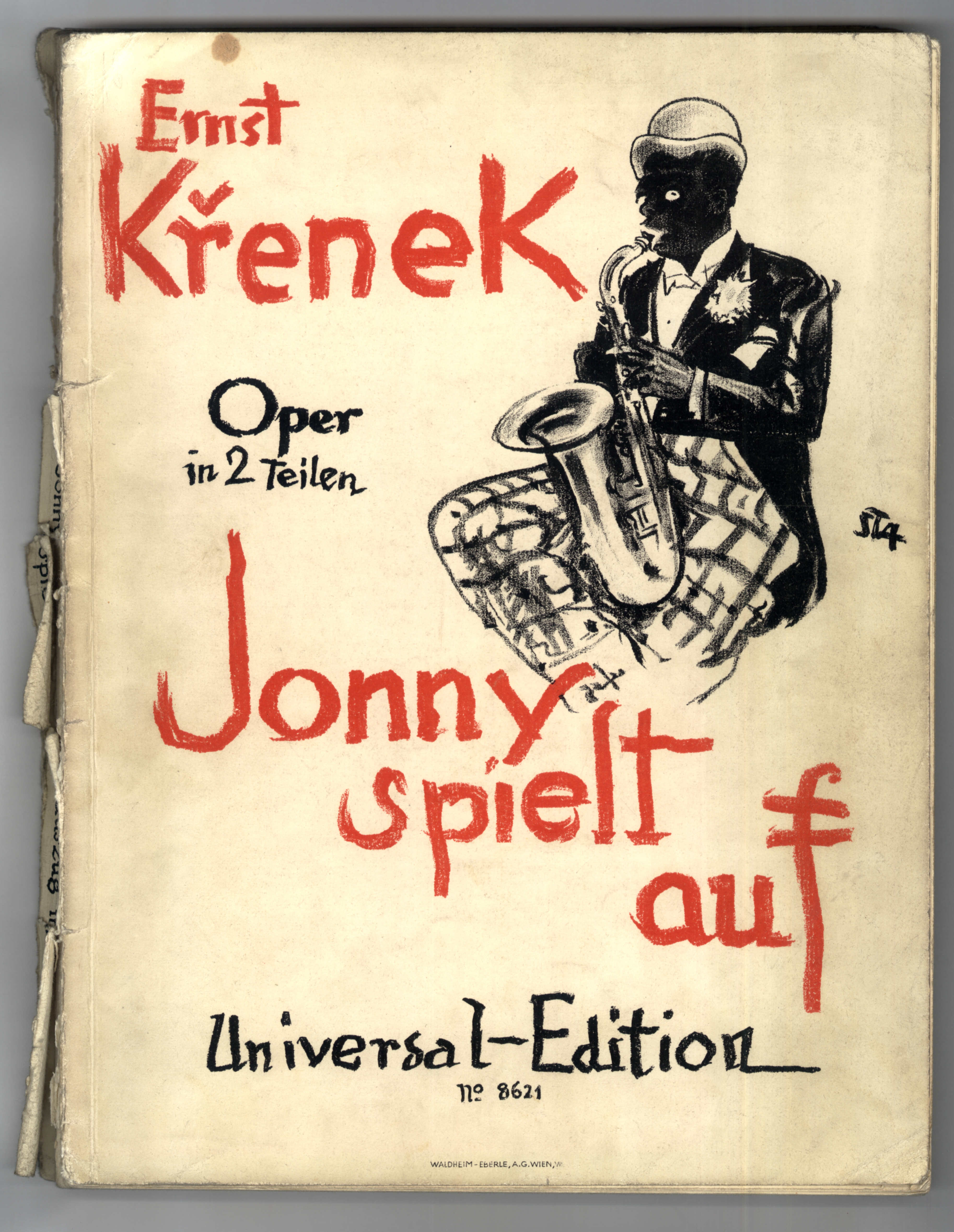
كتاب لموسيقي نمساوي عاش خلال فترة الحكم النازي وتظهر الصورة رجلا زنجيا يحمل الة موسيقية تستعمل في موسيقى الجاز

في وقت جمهورية فايمار خلال عام 1927، اشتملت أوبرا إرنست كرينك لجوني سبييلت آوف (جوني بلايز) عروض موسيقى الجاز التي تسببت في احتجاجات بين بعض الجماعات العرقية القومية اليمينية في ألمانيا في ذلك الوقت. في عام 1930، كتب الموسيقي الأمريكي هنري كويل في مجلة ميلوس أن موسيقى الجاز فسرت مزيجًا من العناصر الأمريكية الأفريقية واليهودية، مشيرة إلى أن: 
 أساسيات الجاز هي النغم والإيقاعات الزنجية. تحديثهم هو عمل يهود نيويورك. . . لذا الجاز هو موسيقى الزنوج ينظر إليها من خلال عيون اليهود. 
 تم التقاط هذه الآراء بسهولة من قبل النازيين. وقد تضمنت انتقاداتهم «الاستخدام غير المبرر للمزامنة» و«عريقات الطبول». المزيد من التصريحات من النازيين تضمنت أشياء مثل «الفظاظة الفنية» و«بذور الفساد في التعبير الموسيقي» مع «أشكال الرقص غير اللائقة». ذهبوا إلى التدقيق في جميع الموسيقى الحديثة في الثلاثينيات على أنها «سلاح سياسي لليهود». يوم 4 مايو 1930، فيلهلم فريك، المعين حديثا كوزير داخلية الرايخ والتعليم لل تورينجيا قدم مرسوم يسمى «ضد الثقافة الزنجية - للتراثنا الألمانية». 

في عام 1932، قامت الحكومة الوطنية بقيادة فرانز فون بابن بإسقاط النازيين من خلال حظر جميع العروض العامة للموسيقيين السود. بعد أن اكتسب أدولف هتلر السلطة في عام 1933، تم إنشاء غرفة موسيقى الرايخ  في نفس العام. تبع ذلك حظر قانوني كامل على هذه الموسيقى في 12 أكتوبر 1935 عبر جميع الإذاعات الوطنية الألمانية. قاد هذا الحظر موصل الراديو الرايخ الألماني، يوجين هاداموفسكي، الذي زعم أنه:
 Mit dem heutigen Tag spreche ich ein endgültiges Verbot des Negerjazz für den gesamten Deutschen Rundfunk aus. (اعتبارًا من اليوم، أقرر حظرًا نهائيًا على موسيقى الجاز السوداء في الإذاعة الألمانية بأكملها.).   
 في عام 1938، نظم النازيون معرض الموسيقى المنحطة العام في ألمانيا، والذي عقد بشكل رئيسي في دوسلدورف. وشمل هذا المعرض ملصق دعائي (كاريكاتيري) لرجل أمريكي من أصل أفريقي (زنجي) يعزف على الساكسفون وعلى الجانب الأيمن من سترتهنجمة داود. كان الموضوع العام للمعرض هو التشهير بالموسيقى الأمريكية المعاصرة على أنها «موسيقى زنجية» و «مؤامرة» يهودية أخرى على الثقافة الألمانية. 

## الحرب العالمية الثانية
قبل عمليات الإنزال يوم النصر، أثناء الاحتلال الألماني لهولندا، نشرت وزارة الدعاية لجوزيف جوبلز منشورات مكتوبة باللغة الهولندية بعنوان «تحيات من إنجلترا - الغزو القادم». تضمنت هذه الكتيبات بين البيانات، مثل «تسجيلات الجاز القديمة» وبيان كامل آخر يعلن «في الاحتفال بالتحرير، ستقوم بناتك وزوجاتك بالرقص في أحضان الزنوج الحقيقيين».  هذه المساواة بين موسيقى الجاز و «والأفارقة» خلال هذا الوقت لإثارة العنصرية والدعاية المعادية للحلفاء داخل أوروبا المحتلة. ومع ذلك، تمكن جوبلز من إنشاء فرقة أرجوحة ألمانية برعاية النازي تدعى تشارلي وأوركسترا كان هدفها الدعائي هو كسب الدعم النازي والتعاطف من المستمعين البريطانيين والأمريكيين عبر راديو موجة قصيرة. 